# Dwór w Rybnej
Dwór w Rybnej – znajdujący się w Rybnej, w gminie Czernichów, w powiecie krakowskim.
Obiekt w skład którego wchodzi dwór, zabudowania gospodarcze oraz park, został wpisany do rejestru zabytków nieruchomych województwa małopolskiego.

## Historia
Dwór wybudowano około 1880 r. dla Rostworowskich. W latach 70. XIX w dwór zakupił Joachim Rostworowski (1822–1894) a po jego śmierci majątkiem władała żona, Helena z Moszyńskich Rostworowska (1847–1907). W 1877 w Rybnej urodził się jeden z ich synów, dramatopisarz, poeta i muzyk Karol Hubert Rostworowski. Aktualnie własność rodu Rostworowskich.

## Architektura
Dwór parterowy, dach dwuspadowy, od wschodu otwarta weranda, po bokach aneksy. Po stronie północno-zachodniej w związku z obniżeniem terenu dom posiada dwie kondygnacje oraz duży taras wsparty na czterech filarach. Zabudowania otoczone zadbanym parkiem krajobrazowym.